# Иль (приток Рейна)
Иль (фр. Ill) — река во Франции. Длина 223 км. Площадь бассейна 4760,5 км². Средний расход воды — 53,7 м³/с.
Находится на северо-востоке Франции. Иль является одним из левых притоков Рейна. Исток находится в горах Юра Франции, протекает через Эльзас.
Река Иль с зимним паводком, с декабря по март включительно максимум в январе-феврале. Самый низкий уровень воды в реке летом, в период с июля по сентябрь включительно. Она течёт в целом по направлению на север-северо-восток.
Высота истока — 560 м над уровнем моря. Высота устья — 127 м над уровнем моря. Уклон реки — 433 м/км.